# Никита Оорифа
Никита Оорифа (Никитас Оорифас; греч. Νικήτας ὁ Ὀρύφας или Ὠορυφᾶς; упоминается в 860—873 годах) — византийский государственный деятель, патрикий и адмирал в годы царствований императоров Михаила III (842—867) и Василия I (867—886). Одержал ряд морских побед над сарацинами. В греческой историографии упоминается как Никитас Оорифас II (греч. Νικήτας  Ωορύφας Β΄).

## Биография

### При Михаиле III
Нет информации о молодости Никиты. Несколько человек фамилии Оорифа отмечены в источниках первой половины IX века, все на командных должностях в императорском флоте, но их семейные связи только предположительны.
Никита Оорифа впервые упоминается в 860 году как префект Константинополя, когда русь неожиданно появилась на ладьях у входа в Босфор и начала грабить пригороды города. Как префект Оорифа сделал соответствующее донесение императору Михаилу III, который в это время находился в походе против арабов в Малой Азии. Впоследствии он получил должность на византийском флоте, и в 867 году получил титул друнгарий.
В этой должности возглавляя флот из 100 кораблей, Никита Оорифа отправился на помощь Рагузе против арабов, осаждавших город 15 месяцев, и восстановил контроль Византийской империи вдоль побережья Далмации. Вполне вероятно, что Оорифа к этому времени уже имел военно-морской опыт, поскольку он может быть тождественен одному из командиров при атаке на Дамьетту в 853 году.

## При Василии I
Несмотря на то, что Никита Оорифа сделал карьеру при Михаиле III и выразил свой протест после узурпации трона Василием I в 867 году, он быстро вновь возвратил свои позиции при императорском дворе, став, вероятно, самым успешным византийским адмиралом своего века.
В 869 году Никита Оорифа отправился во главе византийского флота для поддержки Людовика II, который осаждал Бари. Однако по прибытии он обнаружил армию итальянских франков распущенной по зимним квартирам. Оорифа стал причиной дипломатического эпизода: в послании он обратился к Людовику, претендовавшему на титул «Император римлян», только как к «королю». В результате ссоры основная часть византийского флота снялась и ушла, не приняв участие в осаде города.
В 873 году Никита Оорифа разбил пиратов сарацинского Крита в Сароссе. Через год он отметил эту победу следующим морским подвигом: в то время как сарацины под руководством Фотия грабили западное побережье Греции, он дал команду своим морякам перетащить волоком корабли из Саронического залива через перешеек в Коринфский залив, тем самым застав врасплох флот сарацин и разбив его.
Впоследствии Никита Оорифа пропал с исторической сцены, хотя, вероятно, он по прежнему возглавлял императорский флот в его действиях ещё несколько лет, пока звание друнгарий флота не принял Наср. Эти действия включали взятие Бари и, ненадолго, Кипра.